# Symphonie no 6 de Rautavaara
Vincentiana
Pour les articles homonymes, voir Symphonie no 6.
La Symphonie no 6 sous-titrée Vincentiana a été écrite par le compositeur finlandais Einojuhani Rautavaara en 1992. En 1986-1987, Einojuhani Rautavaara a écrit un opéra, Vincent (en), basé sur différents événements de la vie du peintre Vincent van Gogh. La symphonie utilise plusieurs des thèmes de l'opéra. Le compositeur a ajouté à l'orchestre un synthétiseur. Rautavaara entremêle les interventions du synthétiseur à des rhapsodies quasi tonales et à des passages d'une extrême violence utilisant le dodécaphonisme.

## Mouvements
La symphonie comprend quatre mouvements:
1. La Nuit étoilée (Tähtiyö, Starry Night , environ 19 minutes, qui évoque le tableau du peintre)
2. Les Corbeaux (Varikset, The Crows, environ 6 minutes, qui évoque le tableau Champ de blé aux corbeaux)
3. Saint-Rémy (environ 7 minutes 30)
4. Apothéose (Apotheosis, environ 8 minutes 30)

## Enregistrements
- Orchestre philharmonique d'Helsinki, Max Pommer (dir.), Ondine.